# Gnoma admirala
Gnoma admirala är en skalbaggsart som beskrevs av Dillon 1951. Gnoma admirala ingår i släktet Gnoma och familjen långhorningar. Inga underarter finns listade i Catalogue of Life.